# Sara Foster

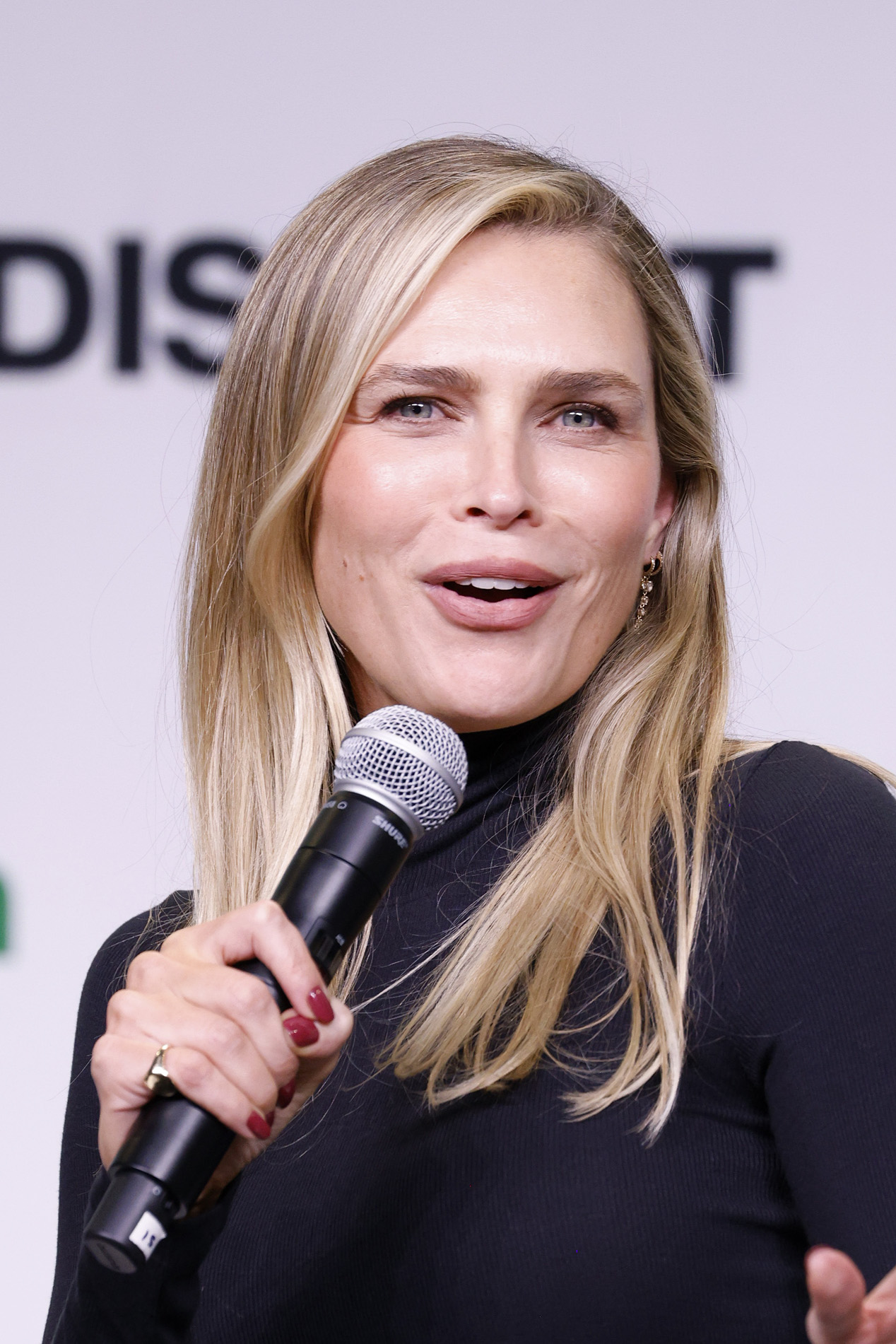
Sara Foster (2024)

Sara Michael Foster (* 5. Februar 1981 in Los Angeles, Kalifornien) ist eine kanadisch-US-amerikanische Schauspielerin, die auch als Fotomodell arbeitet.

## Leben und Karriere
Foster war zunächst als Model in der Modebranche tätig. 2001 moderierte sie die Sendung ET on MTV, eine Kurzfassung der in den USA bereits seit 1981 sehr erfolgreichen, täglich ausgestrahlten Unterhaltungs- und Nachrichtenshow Entertainment Tonight. Die Sendung wurde zwar recht bald wieder eingestellt, dennoch verhalf sie ihr zum Durchbruch im Filmgeschäft. Nachfolgend erhielt sie eine größere Rolle in der Roman-Verfilmung The Big Bounce. Neben weiteren Filmrollen ist sie auch in dem Musikvideo Shape of My Heart der Backstreet Boys zu sehen. 
Privat hatte Foster Beziehungen zu Prominenten, wie zum Beispiel Leonardo DiCaprio. Sie war von 2006 bis 2024 mit dem deutschen Tennisprofi Tommy Haas liiert. Sie hat mit ihm zwei gemeinsame Töchter (* 2010 und 2015). Im August 2024 gaben sie und Haas ihre Trennung nach 18 gemeinsamen Jahren bekannt.
Sara Foster ist die zweitälteste Tochter des kanadischen Musikproduzenten David Foster. Der 16-fache Grammygewinner produzierte Céline Dion, Mariah Carey, Whitney Houston, Toni Braxton, Madonna, Barbra Streisand und viele andere. Er gehört zu den erfolgreichsten Produzenten der 1980er- bis 2000er-Jahre.

## Filmografie (Auswahl)
- 2004: Hawaii Crime Story (The Big Bounce)
- 2004: Spy Girls – D.E.B.S. (D.E.B.S.)
- 2004: Entourage (Fernsehserie, Episode 1x03)
- 2005: Characters (Kurzfilm)
- 2005: Crossing Jordan – Pathologin mit Profil (Crossing Jordan, Fernsehserie, Episode 4x12)
- 2005: CSI: Vegas (CSI: Crime Scene Investigation, Fernsehserie, Episode 5x14)
- 2008: Bachelor Party 2 – Die große Sause (Bachelor Party 2)
- 2008: Bei Anruf Liebe – The Other End Of The Line (The Other End of the Line)
- 2009–2012: 90210 (Fernsehserie, 23 Episoden)
- 2010: Psych:9
- 2011: Demoted
- 2015–2016: Barely Famous (Fernsehserie, 7 Episoden)